# Global Teacher Prize
Global Teacher Prize je cena pro pedagogy za významný přínos jejich profesi. Uděluje ji nadace Varkey Foundation s dotací 1 milionu amerických dolarů. První ročník proběhl v roce 2015. Novináři jí často označují za „Nobelovu cenu pro pedagogy“.
Snaží se zviditelnit důležitost učitelské profese a faktu, že pedagogové z celého světa si zaslouží být vnímáni a oslavováni. Ředitel Varkey Foundation, Sunny Varkey, cenu založil jako reakci na úpadek statusu učitele v některých zemích světa. Mimochodem, oba jeho rodiče byli učitelé.
Pro srovnání pedagogů se používá metodika Varkey Foundation Global Teacher Status Index.

## Metodologie
Při výběru a hlasování asistuje Varkey Foundation síť společnosti PricewaterhouseCoopers (PwC). Ta zajišťuje dohled při vybírání kandidátů, spravuje výběr do komise rozhodující o vítězi a poskytuje platformu pro tuto komisi .
Z přihlášených soutěžících Varkey Foundation vybere ty, kteří postoupí do druhého kola výběru. V tomto kole porota, složena ze zaměstnanců Varkey Foundation a vybraných expertů zaměřených na podnikání a vzdělávání, jednotlivé soutěžící ohodnotí bodovým počtem na základě daných kritérií. Toto hodnocení zkontroluje podvýbor složený z několika vedoucích pracovníků Varkey Foundation, kteří poté s kandidáty provedou osobní rozhovor. Na základě těchto rozhovorů je vybráno 50 nejlepších kandidátů, kteří postupují do třetího kola. V něm zvláštní cenová komise zvolí deset nejlepších finalistů, kteří postoupí do posledního kola. Ve finále je ustanovena takzvaná „Global Teacher Prize Academy“ složena mimo jiné z učitelů, expertů na vzdělávání, novinářů, veřejných činitelů, ředitelů podniků a vědců. Tato skupina následně hlasuje o vítězi .

## Global Teacher Prize Czech Republic
Česká verze soutěže je ve spolupráci s Varkley Foundation pořádána obecně prospěšnou společností EDUin. Ta si za cíl klade zvýšení prestiže učitelského povolání v ČR a podporu kvalitních českých pedagogů. Poprvé se udělovala v roce 2017, kdy proběhl nultý ročník .
Kandidáti musí projít třemi koly hodnocení. V prvním kole každou přihlášku bodově ohodnotí pět hodnotitelů na základě čtyř kritérií (podpora vzdělávacího úspěchu každého žáka, vytváření přenositelných inovativních forem výuky, spolupráce s dalšími vzdělávacími organizacemi včetně zahraničí a aktivní účast v mimoškolních aktivitách a zapojení a vliv v profesní komunitě). 30 nejlepších kandidátů postupuje do druhého kola ve kterém nejméně 7 hodnotitelů individuálně sestavují seznamy 10 nejlepších kandidátů. Následně je dle algoritmu sestaven seznam 10 finalistů. Ve finále odborná porota na základě ukázek vyučovacích hodin (osobně nebo videonahrávkou) a rozhovorů s finalisty určí 1., 2. a 3. místo .
Vítězové GTP CZ v ročníku 2023:
1. Roman Göttlicher, SPŠ, OA a JŠ, Frýdek-Místek
2. Markéta Mylková, ZŠ Krnov, Janáčkovo náměstí 17
3. Tereza Vítková, ZŠ Trojská, Praha 7

Slavnostní vyhlášení proběhlo 1. 6. 2023 v Praze ve Valdštejnské zahradě